# Rapid Valley (Dakota del Sur)
Rapid Valley es un lugar designado por el censo situado en el condado de Pennington, Dakota del Sur, Estados Unidos. Según el censo de 2020, tiene una población de 8098 habitantes.
En los Estados Unidos, un lugar designado por el censo (traducción literal de la frase en inglés, census-designated place, CDP) es una concentración de población identificada por la Oficina del Censo exclusivamente para fines estadísticos.
En este caso, a todos los efectos prácticos se trata de un barrio de Rapid City.

## Geografía
Está ubicado en las coordenadas 44°4′3″N 103°7′20″O / 44.06750, -103.12222 (44.067458, -103.122315). Según la Oficina del Censo de los Estados Unidos, tiene una superficie total de 16.75 km², correspondientes en su totalidad a tierra firme.

## Demografía
Según el censo de 2020, hay 8098 personas residiendo en la zona. La densidad de población es de 483.4 hab./km². El 82.22% de los habitantes son blancos, el 0.75% son afroamericanos, el 6.01% son amerindios, el 0.99% son asiáticos, el 0.11% son isleños del Pacífico, el 1.16% son de otras razas y el 8.76% son de una mezcla de razas. Del total de la población, el 4.78% son hispanos o latinos de cualquier raza.